# Leucania leucosphenia
Leucania leucosphenia är en fjärilsart som beskrevs av George Thomas Bethune-Baker 1905. Leucania leucosphenia ingår i släktet Leucania och familjen nattflyn. Inga underarter finns listade i Catalogue of Life.